# Alfredo Bocanegra
Alfredo Bocanegra Landázuri (* 1929 oder 1930 in Guadalajara, Jalisco; † 12. Oktober 2019 ebenda) war ein mexikanischer Fußballspieler, der vorwiegend im Mittelfeld agierte.

## Leben
Bocanegra begann seine fußballerische Laufbahn im Nachwuchsbereich seines Heimatvereins Chivas Guadalajara, bei dem er auch seinen ersten Profivertrag erhielt. Nachdem er von 1949 bis 1954 insgesamt 46 Ligaspiele für Chivas bestritten und ein Tor (beim 5:1-Heimsieg gegen den Club Deportivo Tampico am 18. Februar 1951) erzielt hatte, wechselte Bocanegra zum Ligarivalen Club León, bei dem er bis 1957 unter Vertrag stand und mit dem er in der Saison 1955/56 die mexikanische Fußballmeisterschaft gewann.

## Erfolge
- Mexikanischer Meister: 1955/56